# Яндекс Видео

Текстовый логотип сервиса Яндекс Видео

«Яндекс Видео» — бывший сервис поиск по видеороликам от Яндекса с возможностью просмотра большинства найденных роликов на странице результатов поиска. Поиск производится на сторонних видеохостингах и новостных интернет-ресурсах.
До 28 июля 2014 года сервис также включал в себя бесплатное хранилище для публикации видеороликов (видеохостинг), которое после появления информационно-развлекательной платформы «Яндекс Дзен» в 2017 году перешло в её состав.
В списке топ-20 роликов за день на главной странице сервиса показываются  ролики, которые наиболее заинтересовали аудиторию Рунета за последние сутки. Алгоритм их определения учитывает данные по просмотрам и комментариям к этим роликам на видеохостингах, количество упоминаний роликов в блогах, поведение пользователей, а также ряд других параметров.

## Поиск по роликам
При поиске роликов у пользователя есть возможность уточнять, какие именно результаты его интересуют. Для этого реализованы фильтры по источнику и по длительности ролика. Также найденные ролики можно отсортировать по дате их добавления (свежести).
Любой найденный ролик, вне зависимости от того, на каком хостинге он размещён, пользователь может добавить в созданную им коллекцию видео, или в «Любимые ролики» — коллекцию видео, которая по умолчанию есть у всех пользователей.
По умолчанию у пользователя включён режим «умеренной фильтрации» результатов поиска, который позволяет избежать попадания в поисковую выдачу видеоконтента, не подходящего для просмотра несовершеннолетними.
Владельцы ресурсов, где регулярно публикуются видеоролики, могут по договорённости с компанией Яндекс осуществлять выдачу информации о новых роликах в XML-формате, что позволит оперативнее им появляться в результатах поиска.
Сервис Яндекс Видео имел интеграцию с блог-сервисом Я.ру до его закрытия.

## Как работал видеохостинг
Возможно было не только загружать собственные ролики, но и хранить закладки на ролики с других видеохостингов (YouTube, Видео Mail.ru, Rutube, Google Видео). Посредством апплета на Adobe Flash можно было записывать ролики напрямую с веб-камеры.
Для указания загружаемого ролика использовалась HTML-форма, а в процессе загрузки отображался прогресс. Добавленные пользователем ролики отображались в разделе «Мои видео».
Для аннотирования роликов использовались поля «Название» и «Описание», также роликам могли быть назначены теги (либо автором, либо другими пользователями Яндекса).
Управление доступом позволяло ограничить просмотр отдельного ролика или целой коллекции следующими уровнями: «Показывать всем», «Только друзьям» (с блог-сервиса Я.ру), «Только владельцу».
Хранение роликов было организовано с помощью т. н. коллекций. При этом один ролик мог находиться более чем в одной коллекции. Имелась возможность запускать автоматический просмотр всех роликов из определённой коллекции. По умолчанию у пользователя имелась коллекция «Любимые ролики», в которую можно было помещать ролики, используя быструю ссылку, отображавшуюся около каждого ролика в виде сердечка. В коллекцию можно было включать не только ролики, загруженные самим пользователем, но и ролики других пользователей, которые могли быть размещены, в том числе, и на сторонних видеохостингах.
Последовательность роликов внутри коллекции можно было изменять посредством произвольной или автоматической сортировки по имени ролика.

## Большие изменения
Видеохостинг Яндекс Видео закрылся 28 июля 2014 года.
Осталось только поисковая часть — она продолжает работать в полном объёме и развивается и дальше. Загружать новые видеоролики можно только на Яндекс.Диск, при этом возможности публичного просмотра будут ограничены. Все загруженные видеозаписи оказались на Диске; с появлением развлекательной платформы «Яндекс Дзен» их можно просмотреть там.
Об исчезновении функции загрузки видео Яндекс сообщил в блоге портала:

С сегодняшнего дня на Яндекс. Видео отключена возможность загрузки видеофайлов. На сервисе остаётся только поисковая часть. Мы предупреждали об этих изменениях месяц назад.
Все ранее загруженные видеоролики перенесены в Яндекс. Диск, в раздел «Яндекс. Видео». Там их можно посмотреть, скачать, удалить или перенести в любую папку Диска.
Перемещённые видеофайлы не занимают место на Диске, а папка с ними не синхронизируется с другими устройствами. Мы дарим всем пользователям, которые когда-либо загружали файлы на Яндекс. Видео, дополнительное место на Яндекс. Диске, чтобы они могли оценить все его возможности. Объём выданного места равняется и превышает объём файлов из Яндекс. Видео, посмотреть его можно в специальном разделе Диска. О том, как работать с видеофайлами в Яндекс. Диске, можно прочитать в Помощи.
Яндекс. Диск больше предназначен для хранения личных видеофайлов, чем для их публичного просмотра. Поэтому прямые ссылки на размещённые видео и коды для вставки плеера будут поддерживаться около полугода. В дальнейшем мы не гарантируем их работоспособность. Используйте, пожалуйста, это время для поиска нового хостинга, переноса видео и замены кодов и ссылок.